# 方正国际大厦
39°59′05″N 116°18′48″E / 39.9846276°N 116.3132278°E
方正国际大厦，原名中芯大厦，位于北京市海淀区中关村西区，是一座写字楼建筑，开发商为北京新奥特集团有限公司。大厦四周环绕道路，北侧为北四环西路，东侧为善缘街，南侧为海淀北一街，西侧为莺房胡同。它的占地面积为5121平方米，总建筑面积51159.23平方米。1-3层为超市，6层为饮食广场。
在2011年中芯国际动荡期间，在大厦中占据3层的方正国际将大厦命名改为“方正国际大厦”。